# Robert T-Online
Robert T-Online ist eine 1999 von der Düsseldorfer Werbeagentur Citigate SEA kreierte Figur und Avatar, mit der im Jahr 2000 der Börsengang von T-Online, einem Tochterunternehmen der Deutschen Telekom, sowie ab 2002 der Erwerb von T-DSL-Anschlüssen beworben wurde.
Optisch ähnelt Robert T-Online stark der von George Stone, Rocky Morton und Annabel Jankel Mitte der 1980er Jahre erfundenen Figur Max Headroom (u. a. bekannt aus dem Fernsehfilm Max Headroom – 20 Minutes into the Future (1985) und der US-amerikanischen Serie Max Headroom (1987)). In Anzug und Krawatte vor einem virtuellen Hintergrund, die blonden Haare gegelt, selbstbewusst, ein fast schon arrogantes Lachen: Prototyp der Yuppie-Generation. Beide wurden nicht, wie oft angenommen, komplett computeranimiert, sondern von Schauspielern mit aufwendig applizierter Maske dargestellt. Max’ drehende Hintergrundbox wurde bei Robert jedoch wirklich via Greenscreen am Computer animiert.
2002 wurde seinem Darsteller Matthias Kostya die ohne spezielle Maske agierende Moderatorin Enie van de Meiklokjes an die Seite gestellt.
Im Zuge der Platzierung von T-Com als eigene Marke der Telekom-Festnetzsparte lief das Konzept Robert T-Online 2003 aus.